# Avalon (Georgia)
Avalon è un comune degli Stati Uniti d'America, situato nello Stato della Georgia, nella contea di Stephens.